# Det blir alltid värre framåt natten
Det blir alltid värre framåt natten är en låt som skrevs av Peter Himmelstrand och framfördes av Björn Skifs på Melodifestivalen 1978 där den vann.
När Skifs skulle delta i Eurovision Song Contest 1978 kunde han inte bestämma sig för om han skulle sjunga på svenska eller engelska, möjligen som ett försök till skämt. Tilltaget var riskabelt, då reglerna vid denna tid krävde att varje land framförde bidraget på sitt eget språk. Resultatet blev att Skifs blev nervös och sjöng fel i första versen, som har blivit en klassiker bland svenska TV-blunders. Textraden "Dagarna och kvällarna, då lever jag - trivs med mitt jobb, har kompisar, att snacka med, det flyter" blev istället något i stil med "Dagarna och kvällarna, då lever jag - röppni fälls, örr ur i knön, och gniblisåå, på kvällen". Bengt Palmers var dirigent. Som bäst fick låten tio poäng från Norge och låg som bäst på femte plats efter andra och fjärde omröstningen. Sedan blev poängen för Sveriges del relativt sporadisk, och bidraget dalade till fjortonde plats, med 26 poäng. Felsjungningen har till och med varit ett inslag i TV-serien 100 Höjdare. På engelska heter den When the Night Comes.
Singeln placerade sig som högst på en åttonde plats på den svenska singellistan.
Melodin låg på Svensktoppen i sex veckor under perioden 23 april-4 juni 1978, med andraplats som högsta placering där.

## Listplaceringar
| Lista (1978) | Topplacering |
| ------------ | ------------ |
| Sverige      | 8            |